# Ілія IV (патріарх Антіохійський)
Патріарх Ілія IV (в миру Еліяс Муауад, араб. الياس معوض; 1914, село Арсун (Аль-Міттен), Ліван — 21 червня 1979, Дамаск) — єпископ Антіохійської православної церкви, Патріарх Антіохійський і всього Сходу.

## Біографія
Народився в селищі Арсун (Аль-Міттен) в Лівані. Початкову освіту і духовне виховання отримав в монастирі святого Георгія в Ель-Харфі, а потім в православних школах Хомса і Дамаска. В цей час на нього звернув увагу Патріарх Антіохійський Григорій IV, у якого він став послушником.
У 1934 році став іподияконом у патріарха Антіохійського Олександра III, а пізніше направлений ним в Халкінську богословську школу, яку закінчив в 1939 році.
Після повернення на батьківщину призначений ректором Баламандської духовної семінарії при Баламандському монастирі в Лівані і незабаром висвячений на священика патріархом Антіохійським Олександром III, а в 1941 році зведений до рангу архімандрита.
Одночасно зі служінням в Антіохійській патріархії викладав арабську літературу в дамаскській середній школі «Ассія».
У 1947 році рішенням Священного Синоду Антіохійської православної церкви був направлений в Ріо-де-Жанейро для духовного сповідання православних арабів, що проживають в Бразилії. У 1950 році висвячений в сан єпископа на Алеппську кафедру. У тому ж році відбулася його архієрейська хіротонія і зведення в сан митрополита. Хіротонію очолив патріарх Антіохійський Олександр III.
Представляв Антіохійську православну церкву на I Всеправославній нараді, що пройшла з 24 вересня по 1 жовтня 1961 року острові Родос, II Всеправославній нараді, що пройшла 26 вересня — 1 жовтня 1963 року острові Родос, III Всеправославній нараді, що пройшла з 1 по 15 листопада 1964 року, і IV Всеправославній нараді, що пройшла в 1968 році в Шамбезі, передмісті Женеви.
Після смерті патріарха Антіохійського Феодосія VI був обраний Місцеблюстителем патріаршого престолу, а 27 вересня 1970 Священний Синод обрав його 165-м патріархом Антіохійським й усього Сходу.
Для зміцнення зв'язків з діаспорою здійснив поїздку в Північну і Південну Америку. Велика увага в арабському світі привернуло відвідування Патріахом мусульманської конференції в Лахорі, в Пакистані, де він виступив зі зверненням, в якому говорив про палестинську проблематику і про значення Єрусалиму для арабів — християн і мусульман. Виступ викликав великий резонанс і це принесло популярність патріарху серед арабів-мусульман, які стали називати його «патріархом арабів». Також багато працював для врегулювання ліванської кризи.
10 червня 1979 року в свято Святої Трійці провів свою останню патріарше служіння і відбув в патріарший Седнайський монастир, де і помер 21 червня від серцевого нападу.